# Arianna Fontanaová
Arianna Fontanaová (* 14. dubna 1990 Sondrio) je italská závodnice v short tracku, členka klubu ASD Bormio Ghiaccio.
Je juniorskou mistryní světa ve štafetě z roku 2009, vyhrála závod na 1500 metrů na mistrovství světa v short tracku 2015, šestkrát se stala mistryní Evropy. Vyhrála Světový pohár v short tracku v sezóně 2011/12. Na zimních olympijských hrách získala v roce 2006 bronzovou medaili ve štafetě, v roce 2010 bronz na 500 metrů a v roce 2014 byla druhá na 500 metrů a třetí na 1500 m a ve štafetě. Je nositelkou Řádu zásluh o Italskou republiku a byla vybrána jako vlajkonoška italské výpravy na Zimních olympijských hrách 2018.
Jejím manželem je shorttrackař Anthony Lobello.

## Osobní rekordy
- 500 m: 42"850
- 1000 m: 1'29"990
- 1500 m: 2'18"789
- 3000 m: 5'01"187